# Hatogaya
Hatogaya (鳩ヶ谷市 Hatogaya-shi?) a fost un municipiu din Japonia, prefectura Saitama.

La 11 octombrie 2011 Hatogaya a fost absorbit municipiul învecinat Kawaguchi.